# Teodors Ābrams
Teodors Ābrams (ur. 12 września 1907 r. na Łotwie w granicach Rosji, zm. 29 marca 1988 r. w USA) – łotewski wojskowy, pilot Luftwaffe, a następnie Łotewskiego Legionu Luftwaffe podczas II wojny światowej.
Wstąpił do pułku lotniczego. W 1936 r. ukończył szkołę lotniczą w stopniu sierżanta. Od października 1938 r. był pilotem 2 eskadry myśliwskiej. W 1939 r. na lotnisku w Dyneburgu miał wypadek podczas lądowania na samolocie Gloster Gladiator, ale przeżył. Po zajęciu Łotwy przez Armię Czerwoną w poł. 1940 r., przedostał się do Niemiec. Wstąpił do Luftwaffe. Służył na froncie wschodnim w eskadrze obserwacyjnej. W marcu 1944 r. przeniósł się do Łotewskiego Legionu Luftwaffe. Służył w stopniu porucznika w 1 eskadrze. W maju tego roku został odznaczony Żelaznym Krzyżem 2 klasy. Odbył 229 misji bojowych (był najbardziej doświadczonym pilotem łotewskim w Legionie). Po rozformowaniu Legionu został przeniesiony do Korser w okupowanej Danii. Po zakończeniu wojny wyemigrował do USA.